# Heidoti (Saramacca)
Heidoti es una pequeña villa en la municipalidad de Boven Saramacca, en el extremo norte-central del distrito de Sipaliwini, en la República de Surinam. La villa se encuentra sobre las orillas del río Saramacca. En sus cercanías se encuentran a algunos kilómetros las villas Cabana y Kwattahede. En Heidoti se encuentra el complejo de vacaciones 'Heidoti Tropical Park'.
Se encuentra a unos 120 km al sur de Paramaribo y unos 40 km al oeste de la costa del embalse de Brokopondo.